# Estado Libre de Fiume
El Estado Libre de Fiume (en italiano: Stato libero di Fiume, en croata: Slobodna Država Rijeka) fue un Estado independiente que existió en Fiume (actual Rijeka, Croacia) entre 1920 y 1924. La ciudad se halla en la costa del mar Adriático. Originariamente puerto de Hungría, Fiume fue objeto de disputas territoriales entre el Reino de Italia y el Reino de los Serbios, Croatas y Eslovenos tras la Primera Guerra Mundial.
En efecto: en 1919, un ejército italiano —compuesto por militares de bajo rango a las órdenes del poeta italiano Gabriele D'Annunzio— ocupó la ciudad, estableciéndola como Estado soberano desde 1920 a 1924. Se regía por la Carta de Carnaro. Se propuso como sede de la Liga de Fiume.
Con el ascenso de Mussolini al poder, tras el golpe de 1922, el Estado libre de Fiume fue ocupado por tropas fascistas. Dos años más tarde, la ciudad fue anexionada a Italia.
Fiume padeció un intenso bombardeo por los aliados durante la Segunda Guerra Mundial. Con la retirada de Italia del Eje, las tropas alemanas ocuparon la ciudad.
El 3 de mayo de 1945, los partisanos yugoslavos ocuparon Fiume, expulsando a la ocupación nazi. Finalmente, la ciudad fue cedida en 1947 a Yugoslavia tras el Tratado de París, con la expulsión de la población de origen italiano y fiumano. A partir de entonces, con la repoblación de Fiume pasó a ser la ciudad yugoslava de Rijeka en lo que actualmente es Croacia.